# Oront I.
Oront I. (perz. Arvanta, grč. Ορόντης, Orontes) je bio satrap Armenije u doba vladavine perzijskog velikog kralja Artakserksa II.
Oront je rodom bio Baktrijac, sin Artasira. Oženio se za Rodogunu, kćer perzijskog vladara Artakserksa II. čime je ojačao svoje veze s kraljevskom obitelji. Oront se često spominje u kontekstu veza s Grcima; povjesničar Ksenofont spominje kako su Deset tisuća (grčki plaćenici koje je unajmio Kir Mlađi u neuspješnom pohodu protiv svog brata) prilikom povratka kući prešli preko Armenije do Crnog mora. Godine 386. pr. Kr. Oront je postao zapovjednikom perzijskog pješaštva u pohodu protiv ciparskog kralja Evagore iz Salamine. Nakon što je lažno optužio lidijskog satrapa Tiribaza koji je u navedenoj ekspediciji zapovjedao perzijskom mornaricom, Tiribaz je bio prisiljen kao zarobljenik otići na kraljevski dvor te u pritvoru čekati Artakserksa II. da se vrati iz pohoda protiv plemena Kadusija. Nakon tri suđenja Tiribaz je oslobođen svih optužbi, a dobio je i potporu samog perzijskog vladara koji je cijenio njegove doprinose protiv Grka. Oront je u međuvremenu sklopio mir s Evagorom koji je išao u korist ciparskom kralju, zbog čega ga perzijski vladar nije priznao. Oront je zbog ovog čina uvelike izgubio kredibilitet kod velikog kralja Artakserksa II.
Tijekom zadnjih godina vladavine, Oront II. se u Diodorovim djelima spominje i kao „satrap Mizije“ (točnije; zavisni namjesnik određenih obalnih područja), odnosno kao vođa pobunjenih satrapa u Maloj Aziji. Kao i prilikom rata na Cipru, Oront je ponovo izdao svoje kolege (pobunjene satrape), no nezadovoljan nagradom još jednom se pobunio pa su njegovi napadi trajali i nakon smrti Artakserksa II. (358. pr. Kr.), odnosno u doba vladavine njegovog nasljednika Artakserksa III. Zbog njegovog dugogodišnjeg neprijateljstva s perzijskim kraljevskim dvorom, Oronta je nagradio polis Atene, najvećeg neprijatelja Perzijskog Carstva. Pretpostavlja se kako je Oront I. umro oko 344. pr. Kr., pa je iste godine na mjesto satrapa Armenije stupio perzijski princ Darije III. Kodoman, koji je osam godina kasnije postao velikim kraljem. Darija je pak na mjestu armenskog satrapa naslijedio Oront II., sin Oronta I.

## Poveznice
- Artakserkso II.
- Artakserkso III.
- Tiribaz
- Darije III.

| Prethodnik:                        | Satrap Armenije (401. - 344. pr. Kr.) | Nasljednik:                               |
| Tiribaz (?) (? - cca 401. pr. Kr.) | Satrap Armenije (401. - 344. pr. Kr.) | Darije III. Kodoman (344. - 336. pr. Kr.) |

## Vanjske poveznice
- [neaktivna poveznica]
- Oront (Orontes), AncientLibrary.com
- Kovanice iz Male Azije (AsiaMinorCoins.com)  Arhivirana inačica izvorne stranice od 4. siječnja 2011. (Wayback Machine)
- Pierre Briant: „Od Kira do Aleksandra: Povijest Perzijskog Carstva“ (From Cyrus to Alexander: A History of the Persian Empire), preveo Peter Daniels, Indiana: Eisenbrauns, 2002., str. 943.